# Faro Morro de San Pablo
Faro Morro de San Pablo, está ubicado sobre el Océano Atlántico, en Isla de Itaparica, Salvador de Bahía, San Pablo, Brasil. Fue construido e iluminado en 1855.
Tiene 89 metros de altura y es blanco y rojo. Tiene una vista privilegiada hacia dos playas. Construido por el ingeniero Carsson, tiene una secuencia de señales de dos luces blancas cada 15 segundos.